# Poplifugia

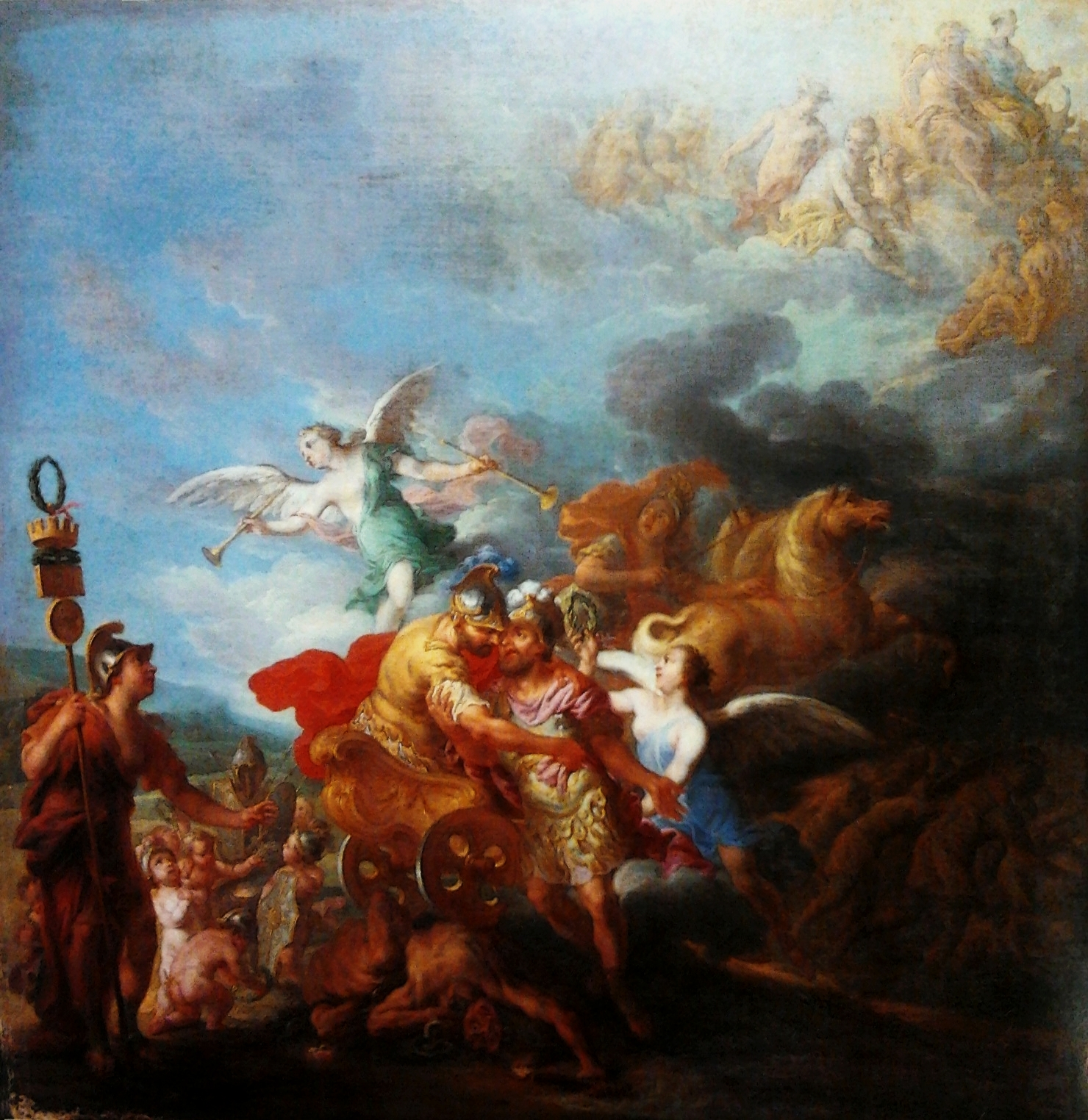
Romulus enlevé à l'Olympe par Mars, par le peintre Jean-Baptiste Nattier en 1715. Les Poplifugia célèbrent cet évènement.

Dans la religion romaine, Poplifugium (au pluriel Poplifugia) se fêtait le 5 juillet et célébrait la disparition de Romulus dans une violente tempête et emmené au ciel alors qu'il inspectait ses troupes près du marais de la Chèvre. Il serait alors devenu le dieu des vaillants Romains et de leur ville. Il fut plus tard assimilé à Quirinus.
Tite-Live, après avoir rappelé que « Romulus comptait plus de partisans dans le peuple que parmi les patriciens », rapporte une rumeur plus sordide d'après laquelle Romulus aurait été tout simplement massacré par les patriciens, et suppose que son apothéose sous le nom de Quirinus fut un stratagème politique destiné à apaiser le bon peuple.
Dans un contexte qui préfigure les conflits entre la plèbe et les patriciens, le récit de l'apparition divine de Romulus à Proculus Julius, semble, malgré son invraisemblance, avoir calmé les esprits :

« Romains, dit-il, Romulus, père de notre ville, est descendu soudain du ciel, ce matin, au point du jour, et s'est offert à mes yeux ; et, comme je me tenais devant lui, plein de crainte et de respect, et lui demandais instamment la faveur de le regarder en face : "Va, m'a-t-il dit, et annonce aux Romains que la volonté du ciel est de faire de ma Rome la capitale du monde. Qu'ils pratiquent donc l'art militaire. Qu'ils sachent et qu'ils apprennent à leurs enfants que nulle puissance humaine ne peut résister aux armes romaines." À ces mots, dit-il, il s'éleva dans les airs et s'en alla. »

— Tite-Live, Histoire romaine, Livre I, 16
« Ce qui est extraordinaire, conclut Tite-Live, c'est qu'on ait cru à cette histoire et que la croyance à l'immortalité de Romulus ait consolé le peuple et l'armée. »